# Rother
Rother è un distretto dell'East Sussex, Inghilterra, Regno Unito, con sede a Bexhill-on-Sea.
Il distretto fu creato con il Local Government Act 1972, il 1º aprile 1974 dalla fusione dei distretti urbani di Bexhill e Rye col distretto rurale di Battle.

## Parrocchie civili
- Ashburnham
- Battle
- Beckley
- Bodiam
- Brede
- Brightling
- Burwash
- Camber
- Catsfield
- Crowhurst
- Dallington
- East Guldeford
- Etchingham
- Ewhurst
- Fairlight
- Guestling
- Hurst Green
- Icklesham
- Iden
- Mountfield
- Northiam
- Peasmarsh
- Penhurst
- Pett
- Playden
- Rye
- Rye Foreign
- Salehurst e Robertsbridge
- Sedlescombe
- Ticehurst
- Udimore
- Westfield
- Whatlington